# Cavernocymbium vetteri
Cavernocymbium vetteri är en spindelart som beskrevs av Darrell Ubick 2005. Cavernocymbium vetteri ingår i släktet Cavernocymbium och familjen mörkerspindlar. Inga underarter finns listade i Catalogue of Life.